# Vanesa Capó Pérez
Vanesa Capó Pérez (Palma de Mallorca, 3 de octubre de 1982) es una deportista española que compitió en natación adaptada. Ganó una medalla de plata en los Juegos Paralímpicos de Atenas 2004 en la prueba de 4 × 50 m estilos (20 puntos).

## Palmarés internacional
| Juegos Paralímpicos | Juegos Paralímpicos | Juegos Paralímpicos | Juegos Paralímpicos         |
| Año                 | Lugar               | Medalla             | Prueba                      |
| ------------------- | ------------------- | ------------------- | --------------------------- |
| 2004                | Atenas (Grecia)     | Medalla de plata    | 4 × 50 m estilos (20 ptos.) |